# Ремсек ам Некар
Ремсек ам Некар (њем. Remseck am Neckar) град је у њемачкој савезној држави Баден-Виртемберг. Једно је од 39 општинских средишта округа Лудвигсбург. Према процјени из 2010. у граду је живјело 22.793 становника. Посједује регионалну шифру (AGS) 8118081.

## Географски и демографски подаци
Ремсек ам Некар се налази у савезној држави Баден-Виртемберг у округу Лудвигсбург. Град се налази на надморској висини од 212 метара. Површина општине износи 22,8 km². У самом граду је, према процјени из 2010. године, живјело 22.793 становника. Просјечна густина становништва износи 999 становника/km².

## Међународна сарадња
| Мјесто       | Држава    | Врста сарадње | Од    |
| ------------ | --------- | ------------- | ----- |
| Виго ди Фаса | Италија   | пријатељство  | 1996. |
|              | Француска | партнерство   | 1974. |
| Извор        |           |               |       |